# 比尔·登顿
威廉·“比尔”·登顿（英語：William "Bill" Denton，1911年2月1日—1946年3月8日），美国男子竞技体操运动员。他曾代表美国获得1932年夏季奥运会体操比赛男子吊环银牌。他于1946年在华盛顿特区去世。